# Обор (Забайкальский край)
Обор — село в Петровск-Забайкальском районе Забайкальского края России. Входит в состав сельского поселения «Катаевское».

## География
Село находится в западной части Забайкальского края, на правом берегу реки Обор, на расстоянии примерно 35 км (по прямой) к юго-западу от города Петровск-Забайкальский, административного центра района. Абсолютная высота — 720 м над уровнем моря.
Климат
Климат характеризуется как резко континентальный, с продолжительной морозной зимой и коротким тёплым летом. Среднегодовая температура воздуха составляет −8,2 °С. Средняя многолетняя температура самого холодного месяца (января) составляет −27 — −26 °С (абсолютный минимум — −55 °С), температура самого тёплого (июля) — 16 — 17 °С (абсолютный максимум — 38 °С). Безморозный период длится в течение 60 — 80 дней. Среднегодовое количество осадков — 400 мм.
Часовой пояс
Село Обор находится в часовой зоне МСК+6. Смещение применяемого времени относительно UTC составляет +9:00.

## Население
| 1989 | 2002 | 2010 | 2021 |
| ---- | ---- | ---- | ---- |
| 225  | ↘205 | ↘186 | ↘157 |

Половой состав
По данным Всероссийской переписи населения 2010 года, в гендерной структуре населения мужчины составляли 49,5 %, женщины — соответственно 50,5 %.
Национальный состав
Согласно результатам переписи 2002 года, в национальной структуре населения русские составляли 99 % из 205 чел.

## Улицы
Уличная сеть села состоит из одной улицы (ул. Центральная).

## Инфраструктура
В селе функционируют начальная школа, детский сад, дом культуры и библиотека.